# Stropinský vrch
Stropinský vrch (258 m n. m.) je kopec ve Svitavské pahorkatině. Vrchol leží na rozhraní katastru Hostovic (které jsou osmým pardubickým městským obvodem) a katastru Úhřetické Lhoty. Vrchol je nejvyšším bodem Pardubic. 

## Poloha
Stropinský vrch leží mezi silnicí II/355 (úsekem Hostovice – Úhřetická Lhota), která prochází východně od vrcholu, a tokem Chrudimky a Zminky, které protékají pod západním úbočím. Zatímco na východ přechází Stropinský vrch v rozsáhlou plošinu, západním směrem spadá kopec daleko příkřeji (ke Zmince a Chrudimce).
Vzdušná vzdálenost vrcholu Stropinského vrchu a Pernštýnského náměstí v historickém centru Pardubic je osm kilometrů.

## Přístup
Vrchol je volně přístupný; nachází se uprostřed pole. Je označen patníkem.